# Vega Central (estación)
Lastra o también conocida como Vega Central fue una estación planeada para estar en la Línea 3 del Metro de Santiago pero no fue confirmada al igual que otras estaciones, siendo reemplazada por la estación Hospitales que es la más cercana a ella junto con Puente Cal y Canto. También fue propuesta en su momento otra ubicación dos cuadras más al norte, en la esquina de Independencia con Echeverría.

## Historia
En 2013 el alcalde de la comuna de Independencia, Gonzalo Durán, realizó una solicitud para que se construyera una nueva estación en Avenida Independencia con Echeverría, ya que entre la estación Puente Cal y Canto y Hospitales existía una distancia de 2 km, la mayor distancia de toda la red, mientras que el promedio de distancia entre estaciones de toda la red es de 1,4 km. En la Municipalidad estiman que en el barrio aumentó en 10 500 gracias a las personas que llegaron a los nuevos edificios que se levantan a esa altura de la avenida Independencia, lo que sumado a la restauración de la Cervecería Ebner, donde se construyó un centro comercial y un museo dedicado a la cerveza, justificarían la inversión. Finalmente la estación no fue construida, transformándose en otra estación fantasma de la red.